# アサヤン (トークライブ)
アサヤン～阿佐ヶ谷ヤング洋品店（あさやん～あさがややんぐようひんてん）は、水道橋博士プロデュースによるトークイベントである。

## 概要
- 2021年3月から開催され月数回のペースで、毎回サブカルチャーをテーマにゲストを招いて開催される。
イベントの模様はツイキャスで有料生配信され、期間限定でアーカイブ配信となり、来場参加者も観覧することができる。
- 新型コロナウイルス感染予防対策のため第1回から無観客での開催としていた。有観客解禁となってからも東京都の条例に沿って、夜の回では20時までには客出しとなり、以降は無観客配信による延長戦が行われる。
- 後日、水道橋博士の公式YouTubeチャンネルでは短縮版が無料公開される。
- イベントスポンサーは、水道橋博士と親交のある企業や、阿佐ヶ谷や高円寺などお気に入りのお店へ自ら交渉し募っている。その際、自主制作ＣＭを制作しイベント休憩時間にスクリーン上映される。
- 水道橋博士が参議院議員選挙に出馬したため、開催予定だったvol.34は選挙期間中になりゲストの出演自粛などから開催中止。同日には代替イベントとしてアサヤンメンバー有志による総決起集会が開催された。以降、公式サイトも閉鎖となりイベントは終焉。
- その後、選挙に当選し議員となったが、うつ病を患ったことで療養に入るも、公務に支障をきたすとのことから自ら議員を辞職した。

## 出演者
総合プロデューサー
- 水道橋博士（浅草キッド）

総合司会
- ジョニー小野

その他
- 高須SAN（テレビディレクター、元ASAYAN担当）
- 無法松（ほたるゲンジ）
- エル上田

## テーマとゲスト
| 回数   | 日時     | トークテーマ                                                                                               | ゲスト 主なゲスト |
| ------ | -------- | --- | --- |
| 2021年 |          | | |
| 1      | 3月18日  | 旗揚げ | ルー大柴、松村邦洋、マキタスポーツ、グレート義太夫、テリー伊藤（電話出演）、清水ミチコ（電話出演）、 酒井若菜（電話出演）、嶋佐和也（電話出演）                                                 |
| 2      | 4月6日   | 藝人春秋大読書会                                                                                           | 町山智浩（リモート出演）、ダースレイダー、泰葉、マザーテラサワ、きんたま画伯、三又又三 |
| 3      | 4月15日  | 不滅の男                                                                                                   | 前田日明、ターザン山本、トンペー |
| 4      | 4月24日  | 地上波では見せられない 新人発掘オーディション                                                              | エル・カブキ、マッハースピード豪速球、ガラパゴス、トンペー、ドルフィンソング、銀座ポップ、ターザン山本                                                                                          |
| 5      | 4月26日  | サクラを見る会〜昆虫大戦争〜                                                                               | 井上咲楽、佐々木孫悟空、堀川ランプ |
| 6      | 5月1日   | たけし軍団伝                                                                                               | グレート義太夫、中込陽大、たッぴーおか |
| 7      | 5月10日  | 怪人・寺門ジモン一代記                                                                                     | 寺門ジモン |
| 8      | 5月18日  | 電撃的東京                                                                                                 | 近田春夫、ダースレイダー |
| 9      | 5月28日  | えんとつ町のゴミ人間                                                                                       | 西野亮廣、滝沢秀一（マシンガンズ） |
| 10     | 6月4日   | 口伝・明石家さんまヒストリー                                                                               | エムカク |
| 11     | 6月12日  | 大好きーSEX＝愛                                                                                            | しみけん、明日香ゆずな |
| 12     | 6月17日  | Tシャツ大戦争                                                                                              | 渡辺純（JETLINK）、MUNE（ハードコアチョコレート）、利根川亘（チームフルスイング）、瀬戸芳貴（SETOSHOP）、コトブキツカサ（ETM）、Bro★J（Irie）、猫ひろし、原田専門家（プロ映像職人）、KITANOBLUE |
| 13     | 6月26日  | 6.26猪木vsアリ 45周年トークイベント                                                                        | 古舘伊知郎、ターザン山本、細田昌志 |
| 14     | 7月7日   | ゲロッパ！漫才道場                                                                                         | 塙宣之、青空球児・好児、U字工事、ほたるゲンジ、 エル・カブキ、KITAJIMA、ドルフィンソング |
| 15     | 7月13日  | 電撃的東京#2～ジャニーズを語る                                                                             | 近田春夫、マキタスポーツ、中込陽大（ゴメス） |
| 16     | 7月20日  | 砲撃!!週刊文春ナイト！                                                                                     | 柳澤健、東野幸治、中村竜太郎（元・週刊文春記者）、目崎敬三 |
| 17     | 7月28日  | 上を向いて歩こう!!下流芸人の逆襲!!                                                                         | 松本竹馬（そいつどいつ）、チャンス大城、 コラアゲンはいごうまん、よしえつねお |
| 18     | 8月4日   | 8.4 MANESHIAI                                                                                              | 松村邦洋、よしえつねお |
| 19     | 8月11日  | 博士の奇妙な礼太郎 ～ドクター・ストレンジラブ～                                                            | 奇妙礼太郎、やついいちろう、中込陽大（ゴメス） |
| 20     | 8月18日  | 水道橋博士生誕祭 59才 真夏の大冒険 年表の鬼！！！                                                          | RAM RIDER、相沢直、原カントくん、細田昌志 |
| 21     | 9月9日   | 『出禁の男』解禁〜蘇るテリー伊藤『アサヤン』伝説                                                           | テリー伊藤、本橋信宏、島津秀泰 |
| 22     | 9月20日  | 世界の園子温監督「アサヤン」に降臨!!                                                                       | 園子温 |
| 23     | 10月14日 | 男（イケメン）はつらいよ～北見寛明一代記～                                                                 | 北見寛明 |
| 24     | 10月21日 | 藝人春秋Diary 大読書会                                                                                     | 江口寿史、矢野利裕、島津秀泰 |
| 25     | 11月16日 | 『その男凶暴につき』～ガダルカナル・タカ一代                                                               | ガダルカナル・タカ、小林勇貴 |
| 26     | 12月14日 | Netflix『浅草キッド』配信記念!!劇団ひとり劇場!                                                             | 劇団ひとり |
| 2022年 |          | | |
| 27     | 1月26日  | 和田彩花個展〜伝説の歌姫 阿佐ヶ谷に降臨〜                                                                  | 和田彩花 |
| 28     | 2月22日  | 山本太郎vsメロリンキュー〜総決起しない集会〜                                                               | 山本太郎、 大石あきこ |
| 29     | 3月23日  | 美しく生きろ！！”超歌手”大森靖子降臨                                                                       | 大森靖子 |
| 30     | 3月26日  | 維新 vs スラップ被害者の会 総決起集〜With〜Laughで（笑）                                                   | 金子吉友 |
| 31     | 4月12日  | すべての武器を楽器に！すべての心に花を ハイサイおじさん・喜納昌吉参上！                                    | 喜納昌吉 |
| 32     | 5月18日  | やつらを喋りたおせ!輝く我が名ぞ 反維新タイガース!!!                                                        | 金子吉友、及川健二、山本太郎、大石あきこ |
| 33     | 6月4日   | 歯医者と音楽家による、君とマニョマニョ語ろう!!! メジャーとサブカルの境界線を歯間ブラシのように語るふたり〜 | サエキけんぞう、グレート義太夫 |
| 中止   | 6月29日  | 野球小僧（キッド）〜砂まみれの名将 野村克也〜 幻の生誕祭（声・松村邦洋）甦れ ノムさん節!!                  | 加藤弘士、松村邦洋 |
| 番外   | 6月29日  | 水道橋博士＆れいわ新選組・総決起集会！！！ 「でもやるんだよ！！」                                          | ドルフィンソング三木、よしえつねお、Keepwalking、原田専門家、 山本太郎、及川健二、島津秀泰 |

## その他
- 開催当初は無観客による配信限定であった。
- 水道橋博士が松井大阪府知事から訴訟を受けたことと山本太郎氏がゲストに来た際に話が弾んだことから、2022年参議院選挙に出馬する意向を固めた。